# 粉嶺樓
粉嶺樓村（英語：Fan Leng Lau），又稱老圍（英語：Lo Wai），是香港新界北區粉嶺龍躍頭的一條傳統客家圍村，屬於「龍躍頭五圍六村」之一。該村由彭氏族人於明朝萬曆年間（約16世紀末）建立，至今仍保留傳統圍牆、炮樓、風水塘及古樸村屋等歷史遺跡，具有重要的歷史及文化價值。
粉嶺樓村現為香港法定古蹟群的一部分，亦為「龍躍頭文物徑」的主要景點之一，展示本地原居民村落的建築風貌與宗族文化。

## 歷史
根據文獻記載，彭氏家族原居廣東龍川，南宋末年遷至香港新界，並於元明時期定居龍躍頭一帶。粉嶺樓村為彭氏最早建立之村落，因地勢與風水理想，故名「老圍」，即「舊圍村」之意。其後宗族人丁繁衍，再分支至附近地區，逐漸形成「五圍六村」的聚落網絡。
在清代至民國年間，村民主要從事農耕、養殖與山林採集，與鄰近村落保持密切聯繫。二十世紀中葉以後，隨著新界現代化與城市發展，不少村民遷居市區或移民海外，但村內仍保留若干原居民家庭，傳統宗族活動如春秋祭祖、太平清醮等仍定期舉行。

## 建築特色
粉嶺樓村為典型客家圍村，村落以長方形佈局建成，四周設有青磚砌築之圍牆，村口設有圍門及炮樓。圍門樓高兩層，簷下懸掛寫有「粉嶺樓」之牌匾，外牆繪有風水圖案及三個白圈，象徵天地三才，寓意吉祥安寧。
村前設有風水塘，與背後之龍山構成「前環鳳水，後擁龍山」之理想風水格局。村內小巷交錯，建築多為兩層高青磚屋，屋簷設有燕尾脊裝飾。兩座炮樓則位於圍村兩側，昔日用以防禦盜賊或外敵。

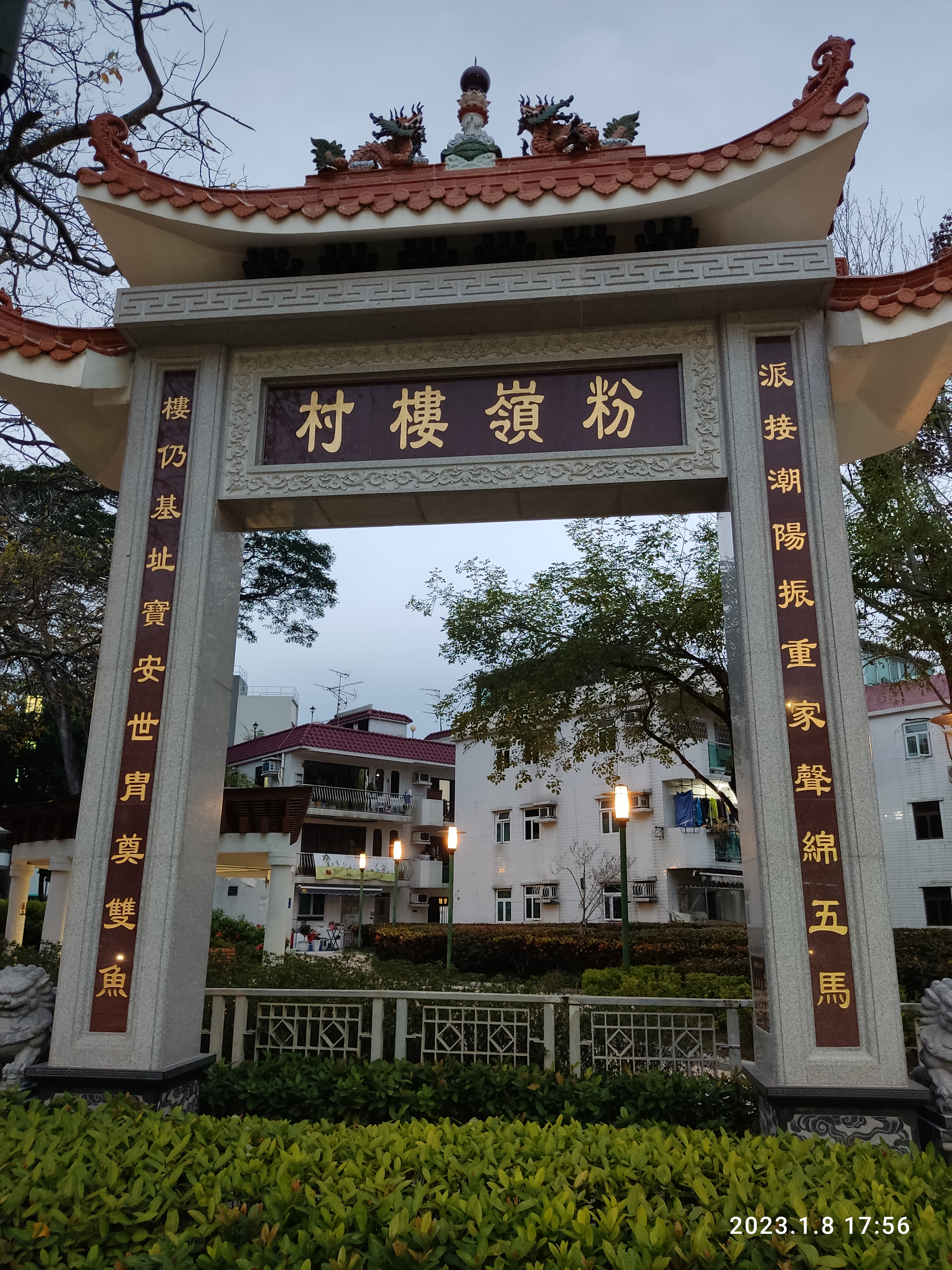
粉嶺樓村圍門外懸掛的牌匾（攝於2023年）

## 文化活動
粉嶺樓村的宗族活動以彭氏宗祠為中心，傳統節慶包括元宵節舞龍、太平清醮及秋祭。每十年舉行一次大型太平清醮，村民會於村前空地搭建神棚、紙紮城隍及花炮，用以酬謝神明、祈求風調雨順、族人平安。此活動亦吸引眾多旅港彭氏後人與遊客回村觀禮。
此外，村內尚保留傳統節令食品製作如年糕、糯米糍與蘿蔔糕等風俗，展現客家飲食文化的延續。

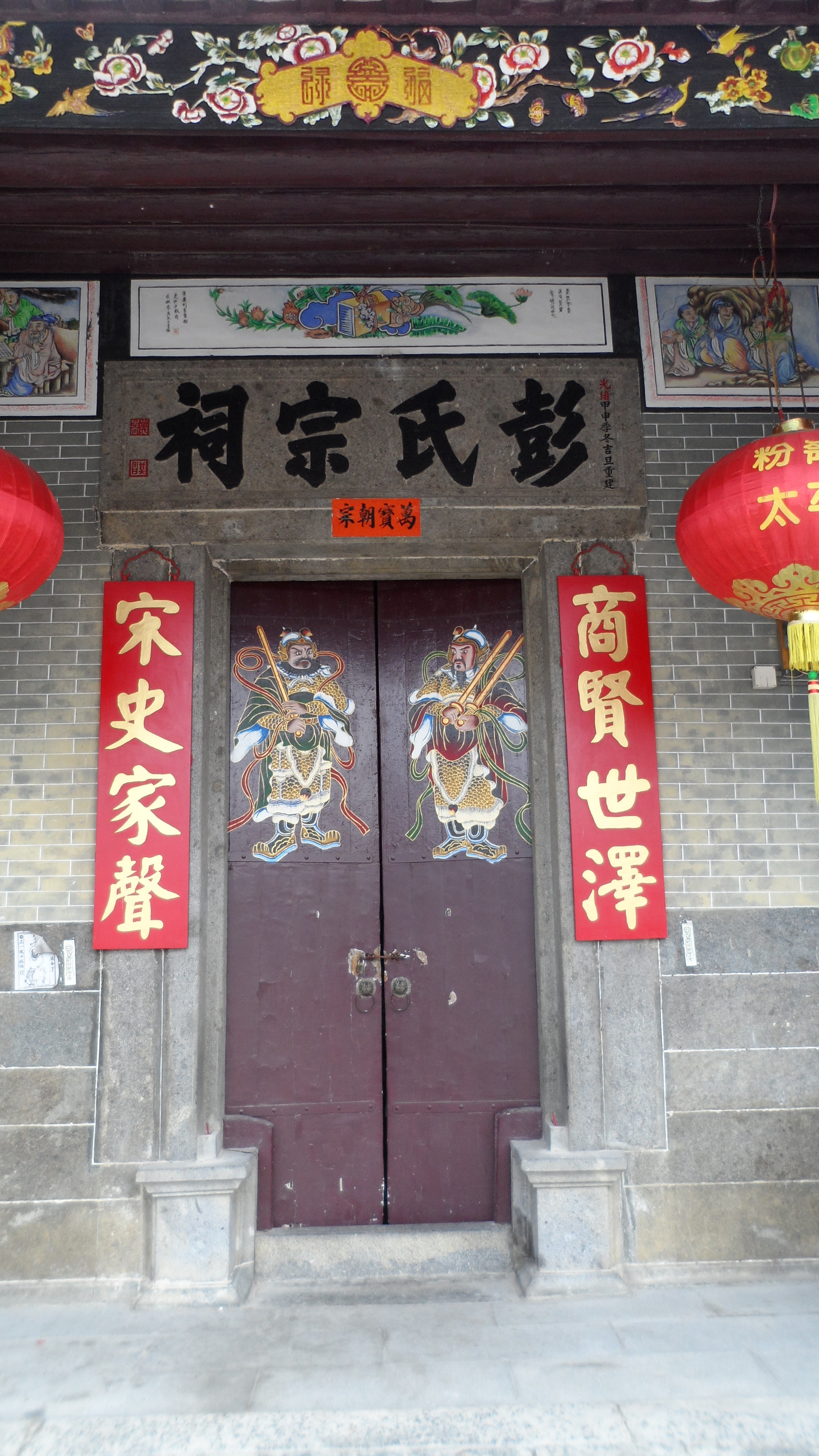
彭氏宗祠

## 保育與現況
由於粉嶺樓村的建築與歷史價值備受重視，香港政府已將村內部分建築物（如圍門、炮樓、部分老屋）列為一級或二級歷史建築，並納入「龍躍頭文物徑」範圍。
雖然村落部分位置曾受城市擴張影響，現時村外環境已見都市化跡象，但村核心區仍維持傳統樣貌。文物徑設有導覽圖與解說牌，供市民與遊客參觀。

## 交通
遊客可於港鐵粉嶺站乘搭巴士或小巴至龍躍頭，沿粉嶺樓路步行可抵達粉嶺樓村。該區設有文物徑標誌及多個路牌，方便辨識與導航。